# الخطوط الجوية آتا
الخطوط الجوية آتا هي شركة طيران الخصوصية، يقع المقر الرئيسي للشركة في تبريز، وتتخذ من مطار تبريز الدولي مركزاً لعملياتها.